# Исаровка
Исаровка — река в России, протекает по Павинскому району Костромской области и Никольскому району Вологодской области. Устье реки находится в 1,5 км от устья Мишиной Пеномы по правому берегу. Длина реки составляет 13 км.

## Данные водного реестра
По данным государственного водного реестра России, относится к Верхневолжскому бассейновому округу, водохозяйственный участок реки — Ветлуга от истока до города Ветлуга, речной подбассейн реки — Волга от впадения Оки до Куйбышевского водохранилища (без бассейна Суры). Речной бассейн реки — Верхняя Волга до Куйбышевского водохранилища (без бассейна Оки).
Код объекта в государственном водном реестре — 08010400112110000041035.